# Arts et Métiers ParisTech
Arts et Métiers ParisTech (École nationale supérieure d'arts et métiers) je francouzský inženýrský a výzkumný vysokoškolský institut. Jedná se o grande école, která je uznávaná jako špičková v oblasti mechaniky a industrializace. Byla založena v roce 1780, patří mezi nejstarší francouzské instituce a je jednou z nejprestižnějších inženýrských škol ve Francii. Trvale se umisťuje mezi deseti nejlepšími francouzskými inženýrskými školami a v šanghajském žebříčku 2018 se umístila na pátém místě ve Francii v oboru strojírenství.

## Slavní studenti a absolventi
- Louis Béchereau, francouzský konstruktér a průkopník letectví
- Pierre Bézier, francouzský inženýr, konstruktér a matematik
- Jacques Bonsergent, francouzský odbojář z období druhé světové války
- Louis Delâge, francouzský průkopník automobilismu, zakladatel automobilky Delage.
- René Fonck, francouzský pilot v první světové válce